# 叶至善
叶至善（1918年2月24日—2006年3月4日），男，江苏苏州人，中国科普作家、编辑、出版家，曾任中国民主促进会中央委员会名誉副主席，第九届全国政协常务委员，中国科普作家协会理事长、中国出版工作者协会名誉顾问。叶圣陶之子。

## 生平
1956年中国少年儿童出版社成立，叶至善任社长兼总编辑。

## 著作
代表作有科学家传记小说《梦魇》、《竖鸡蛋和别的故事》、《未必佳集》、《古诗词新唱》、《诗人的心》、《我是编辑》、《科普杂拌儿》、《父亲的希望》等，参与策划编辑了《少年百科丛书》，任《叶圣陶集》二十五卷本的责任编辑。

## 奖项
荣获梓书奖、伯乐奖。